# رود سایگون

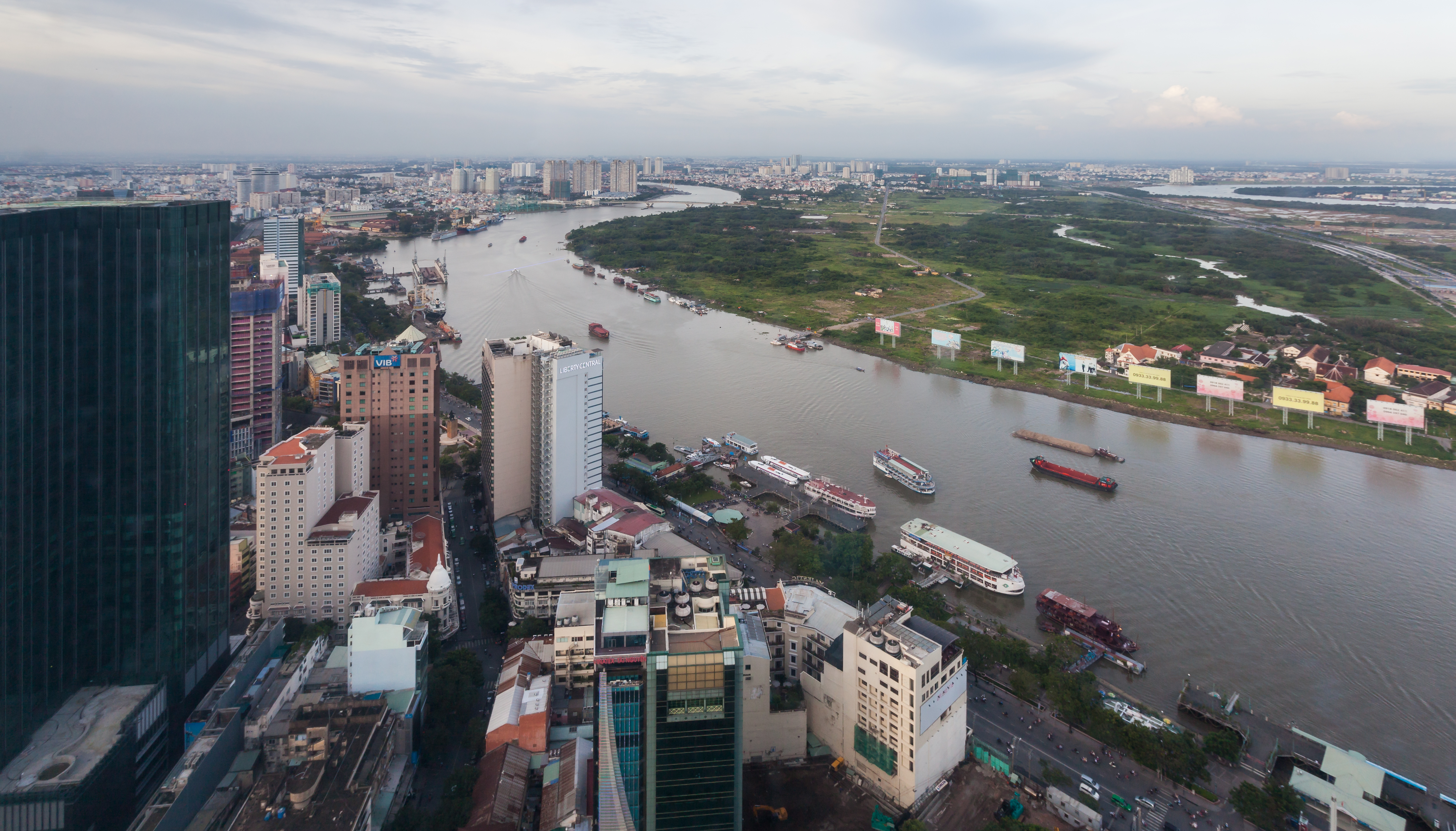

رود سایگون (ویتنامی: Sông Sài Gòn) یکی از رودهای کشور ویتنام و کامبوج است.
این رود در جنوب ویتنام و در نزدیکی جنوب شرقی کامبوج جریان دارد و طول آن ۲۵۶ کیلومتر می‌باشد، تونل تو تیم در زیر این رود در شهر هوشی‌مین ساخته شده است.

## نگارخانه

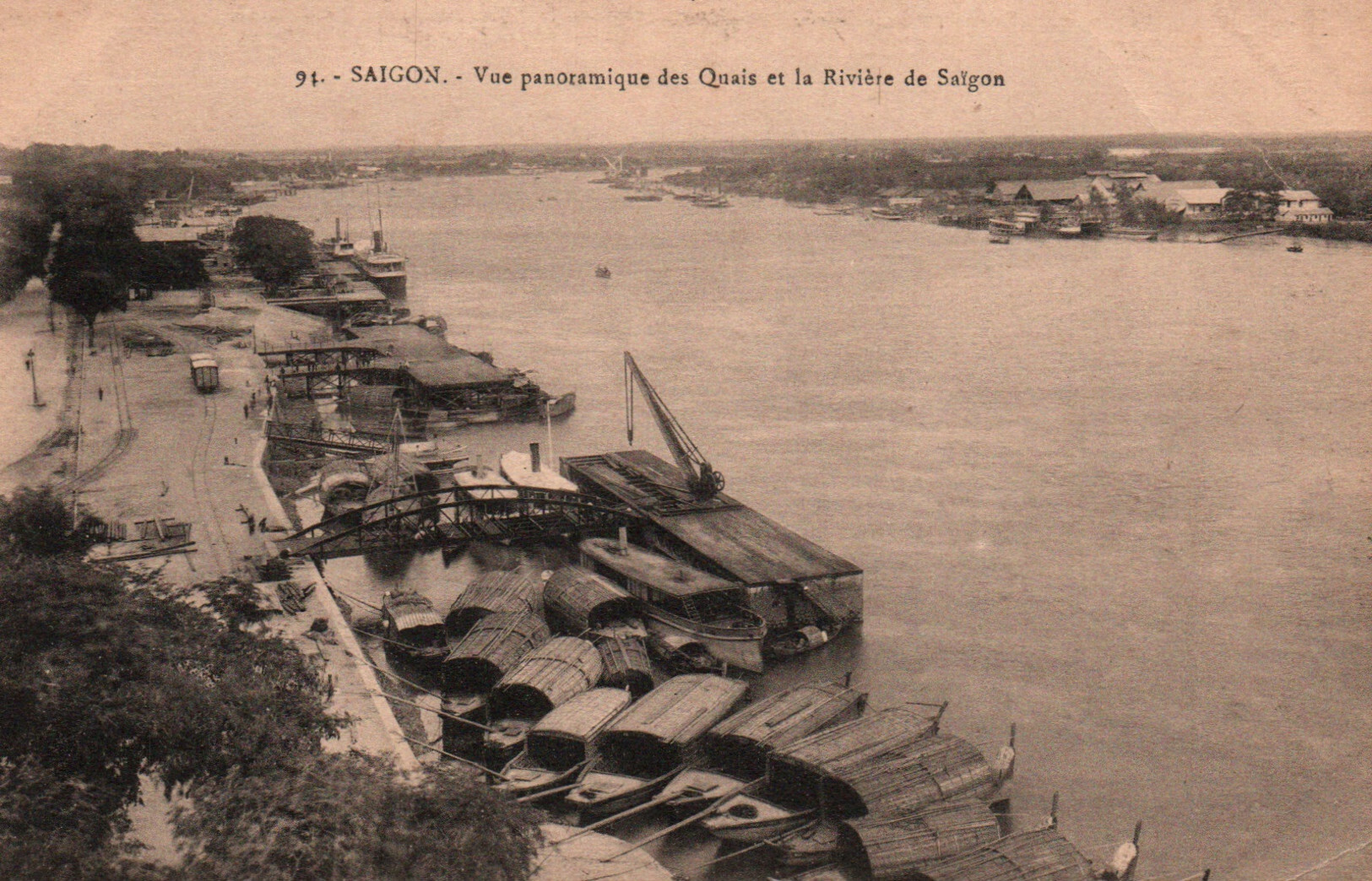
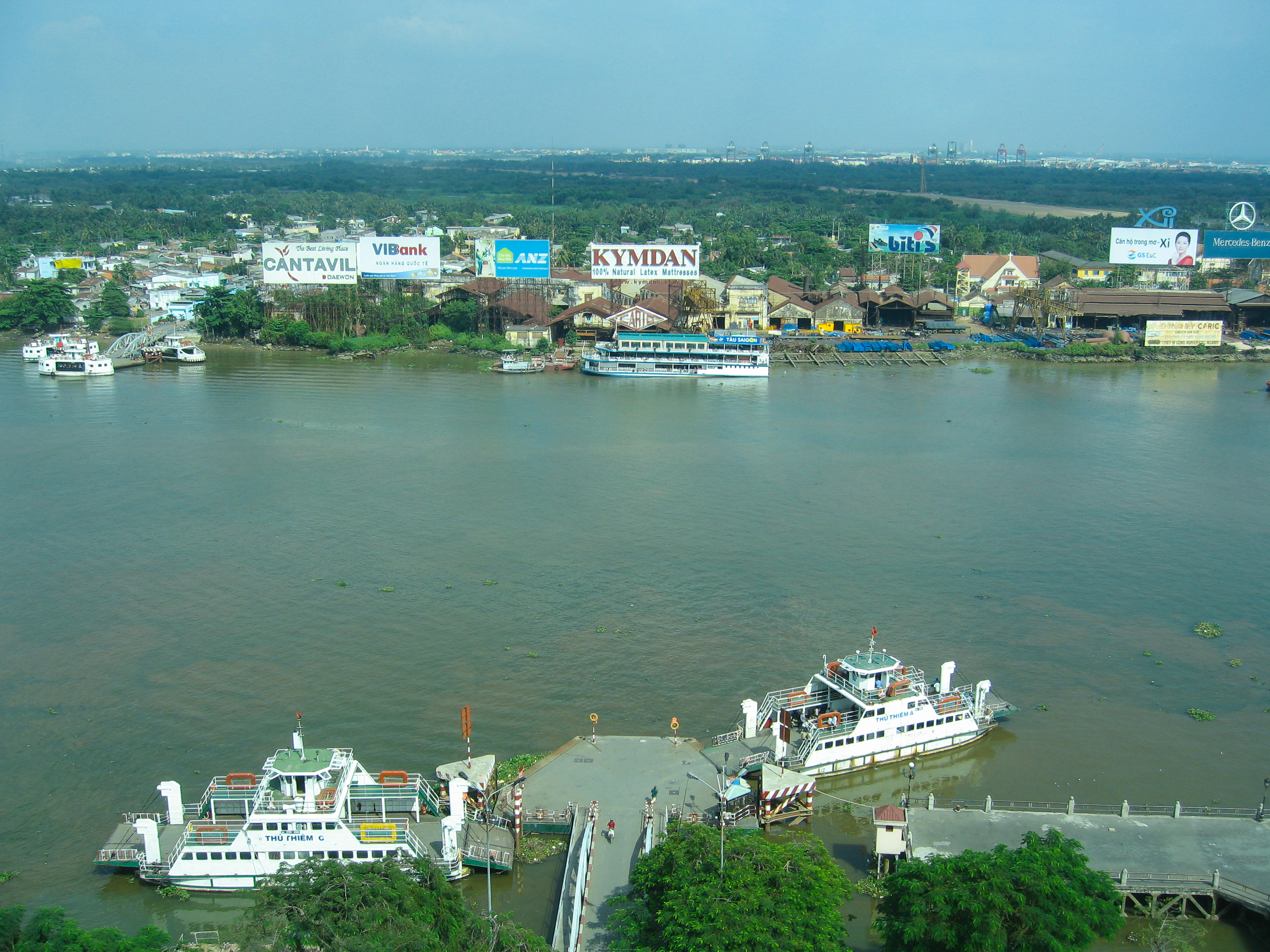
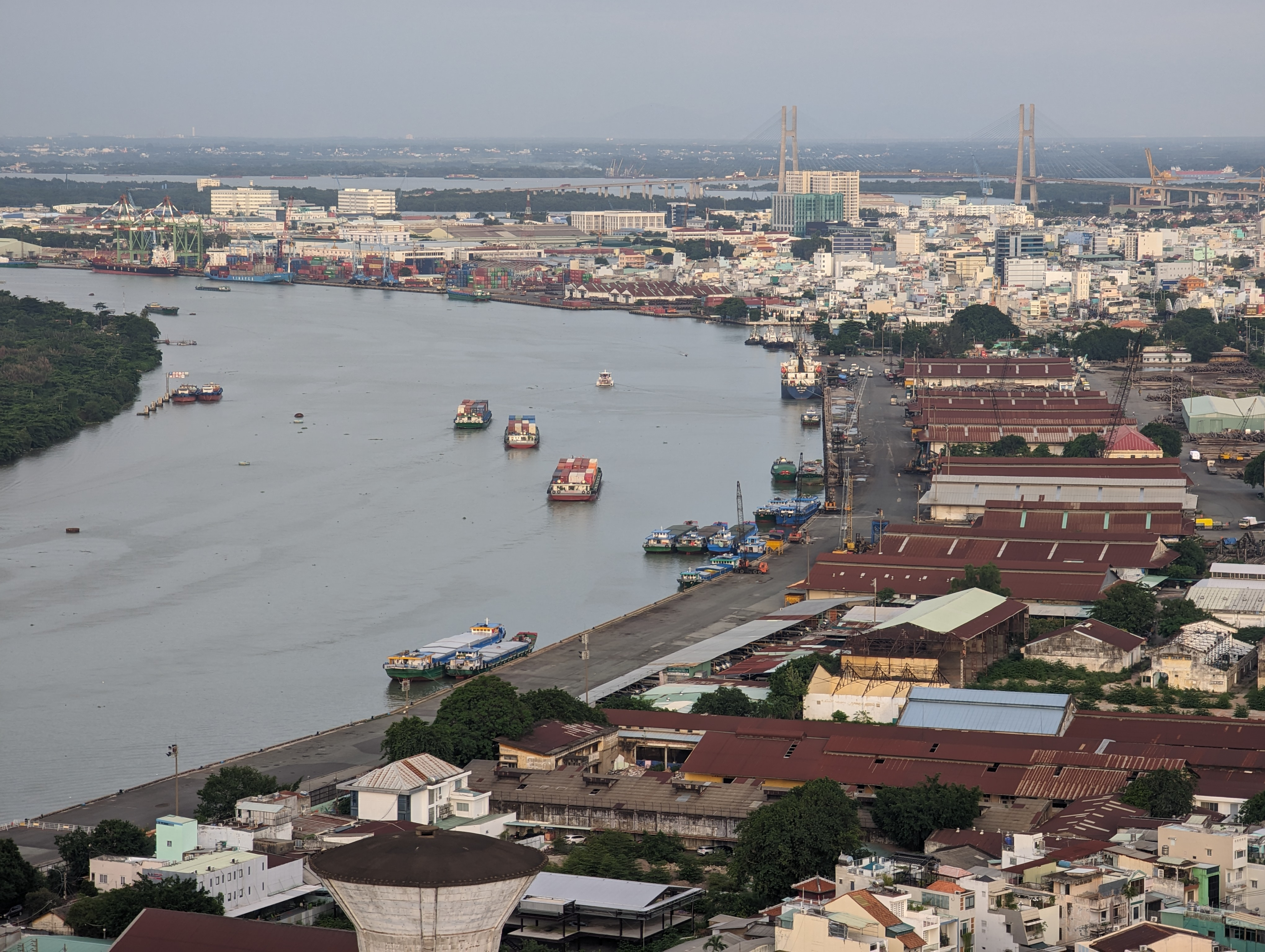
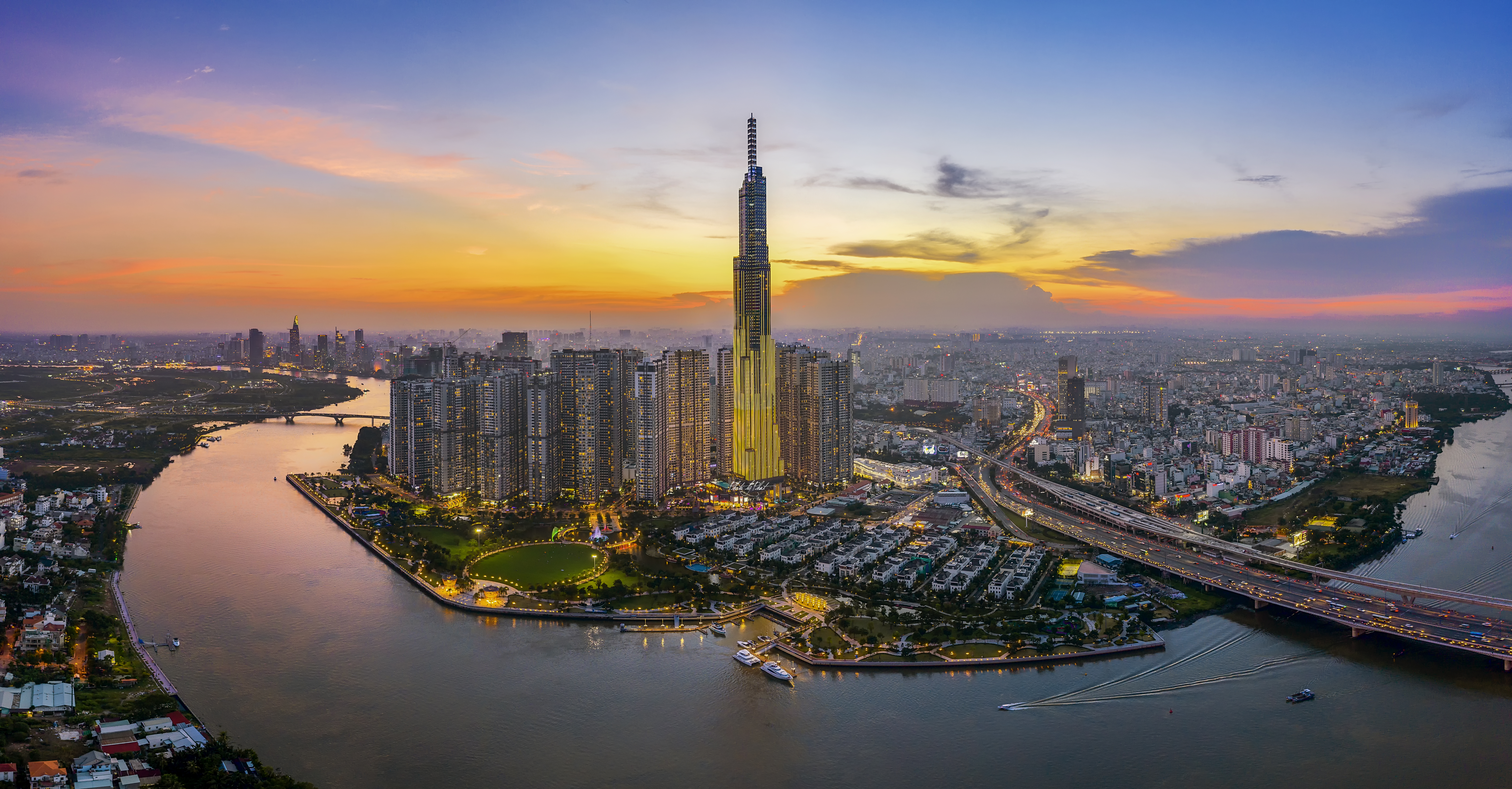
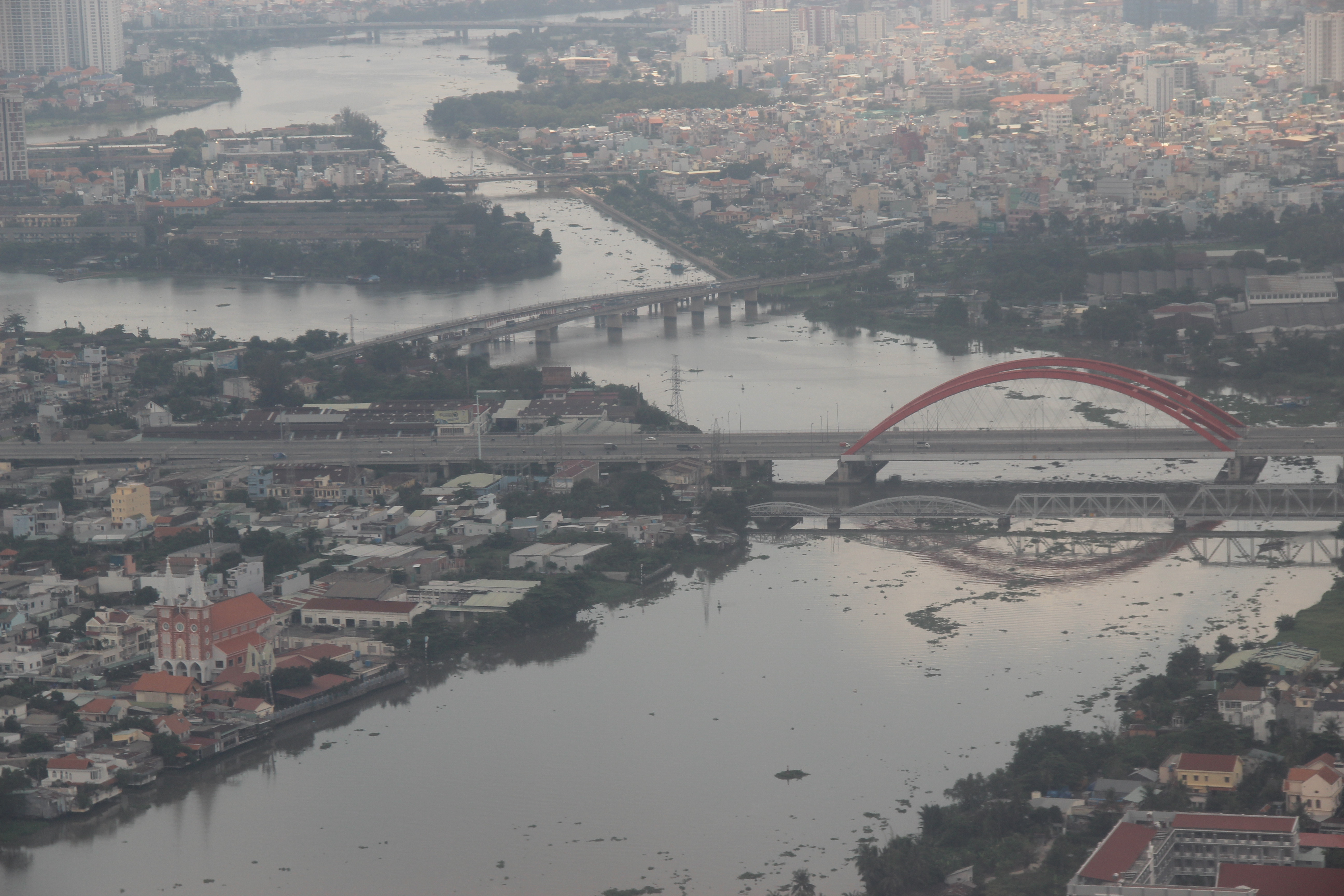
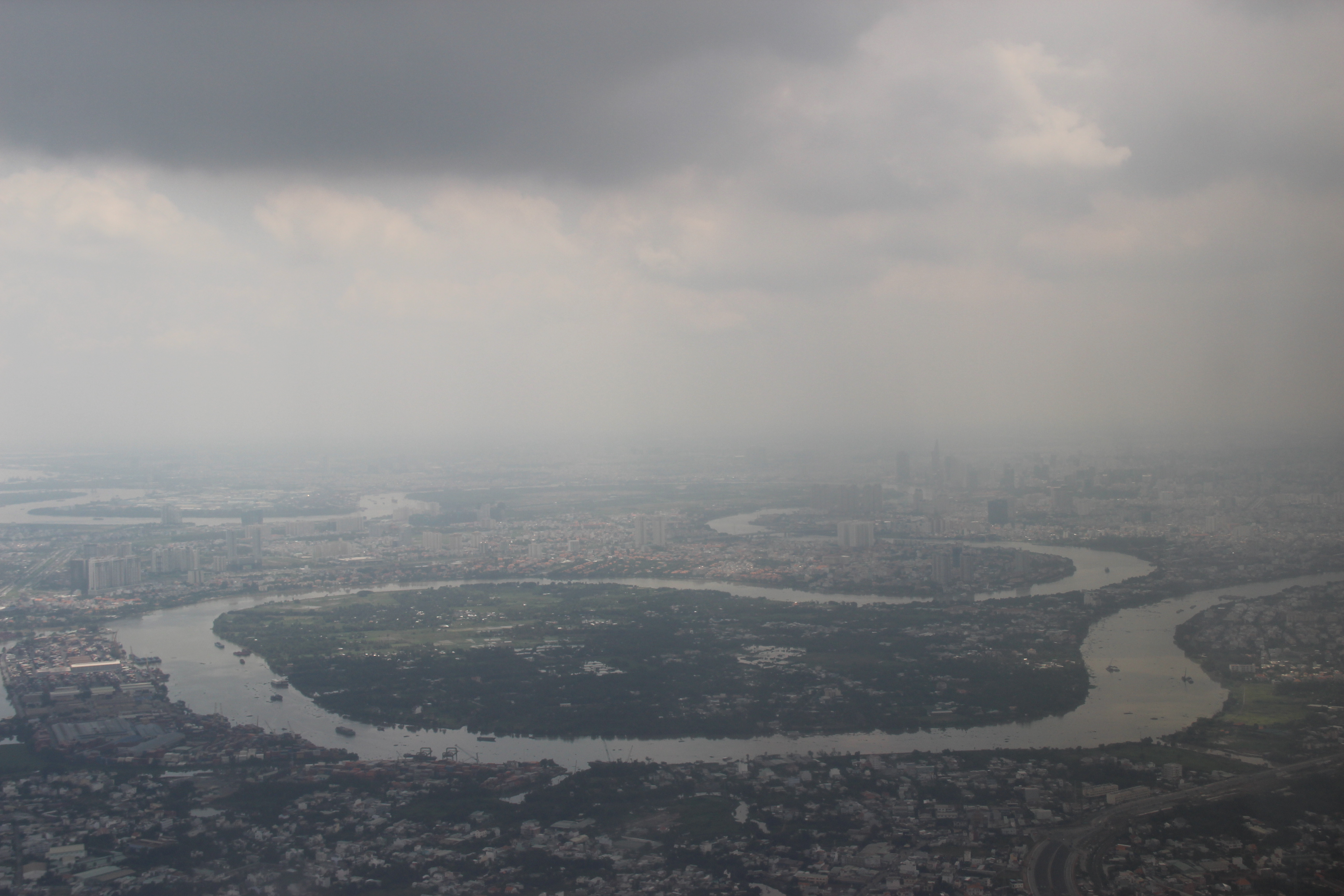
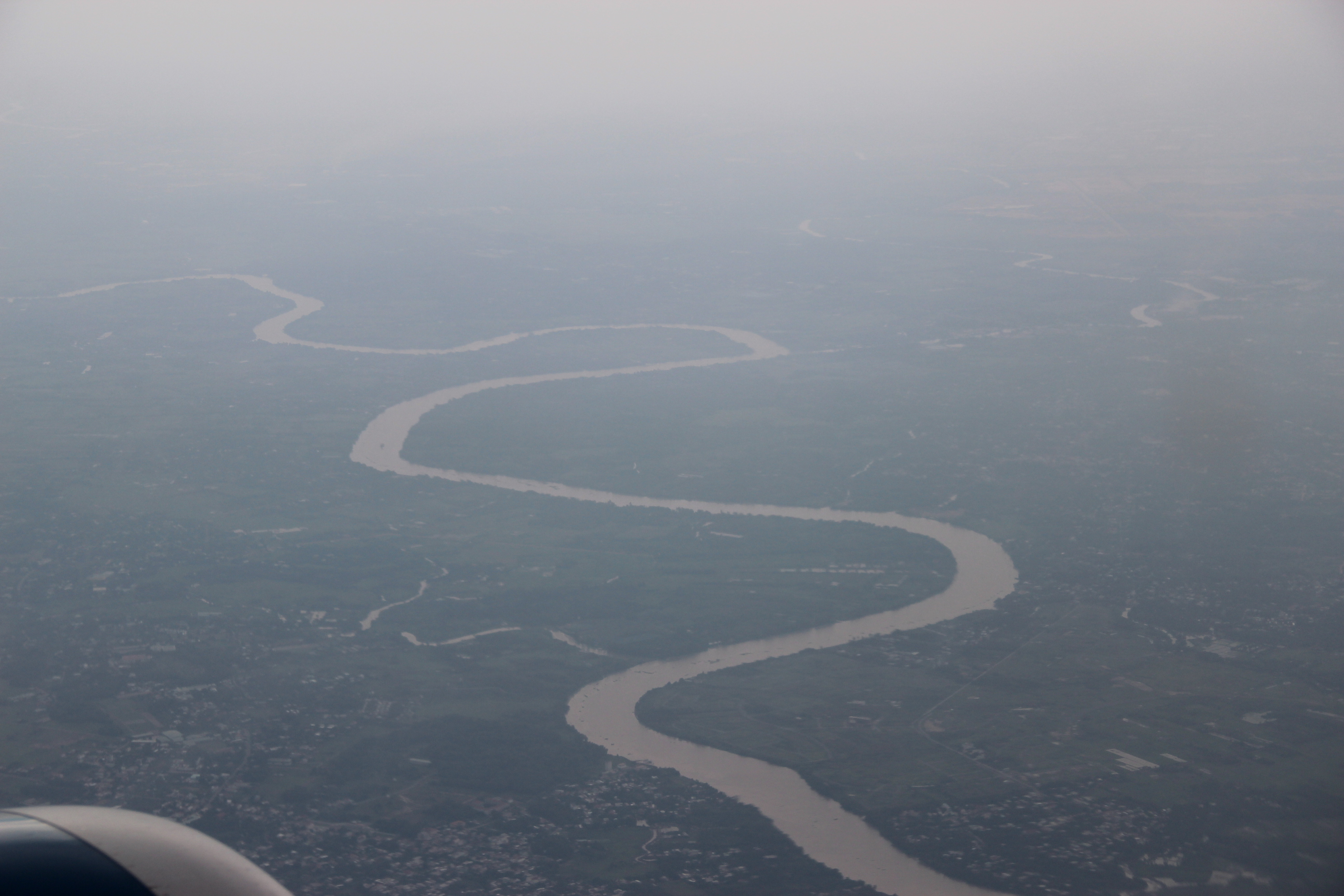
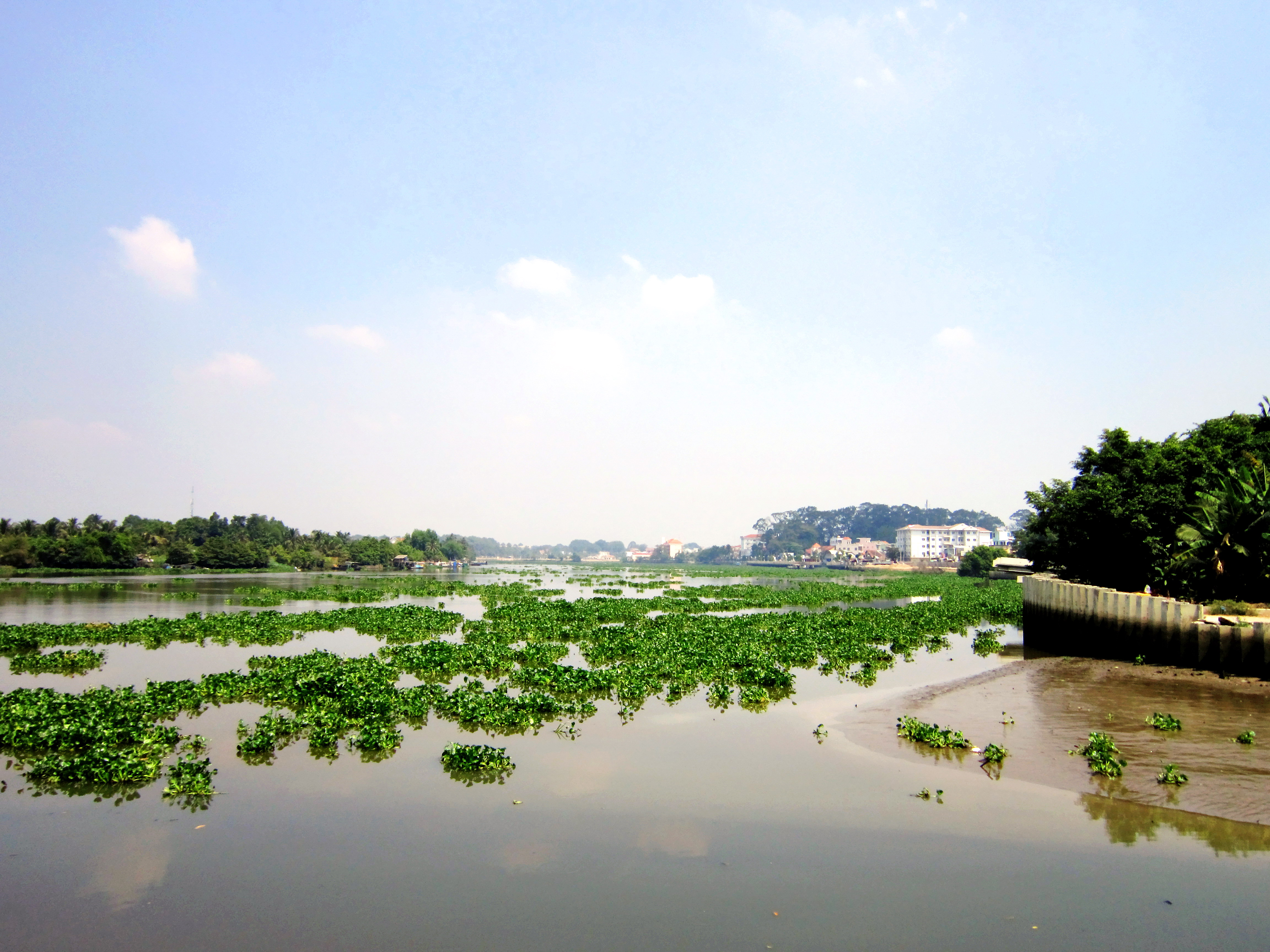
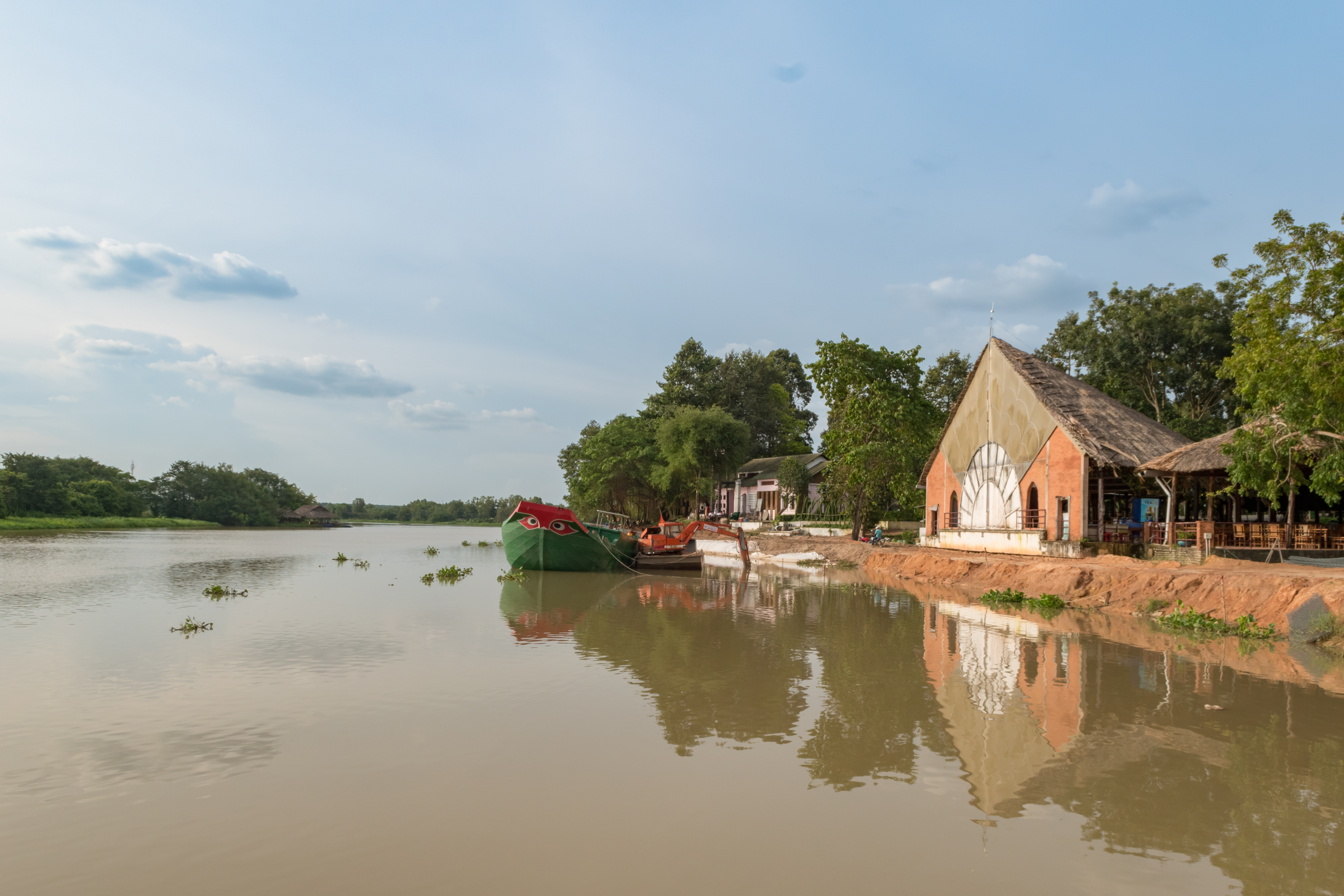
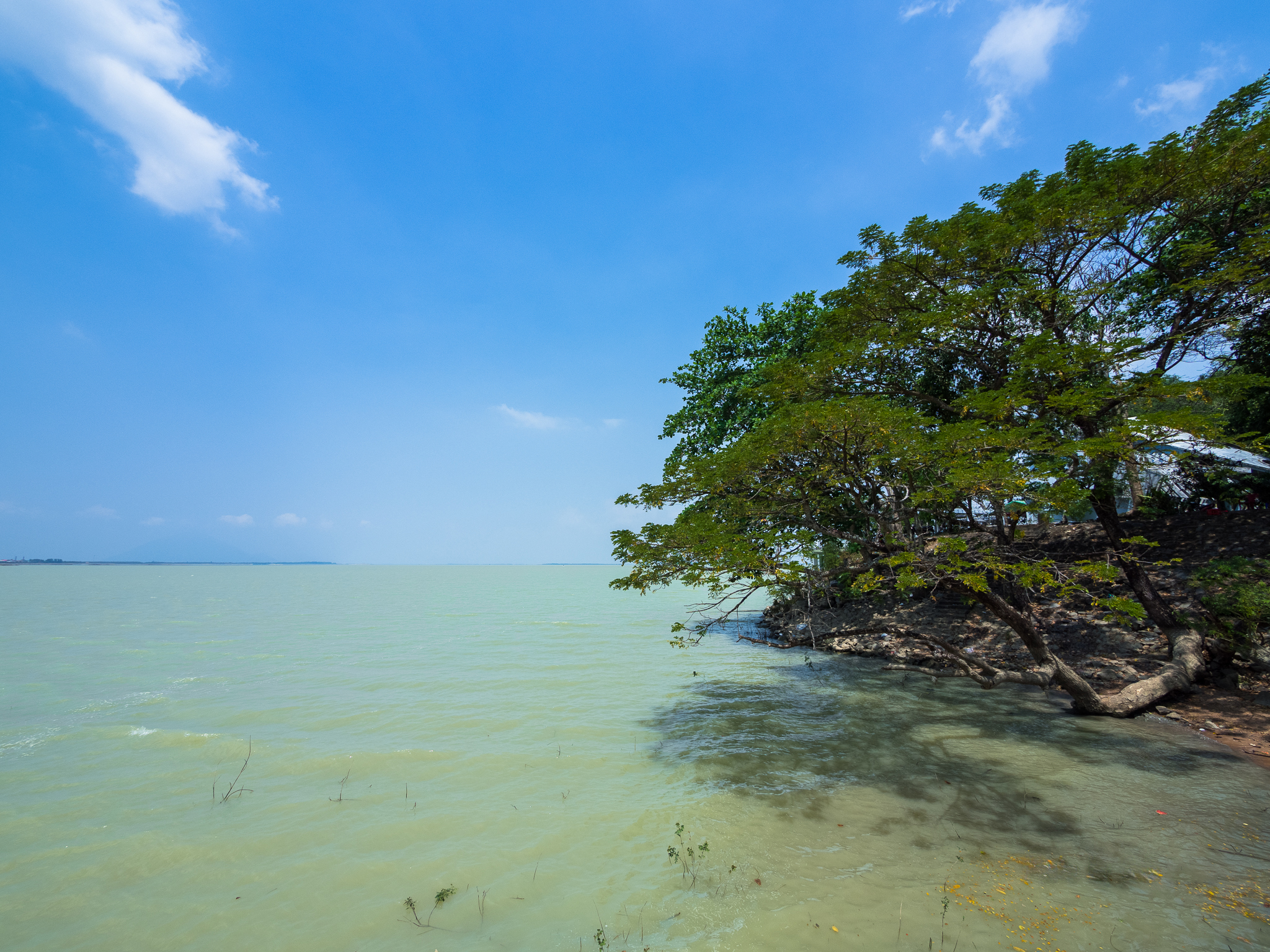